# Ladungserhaltung

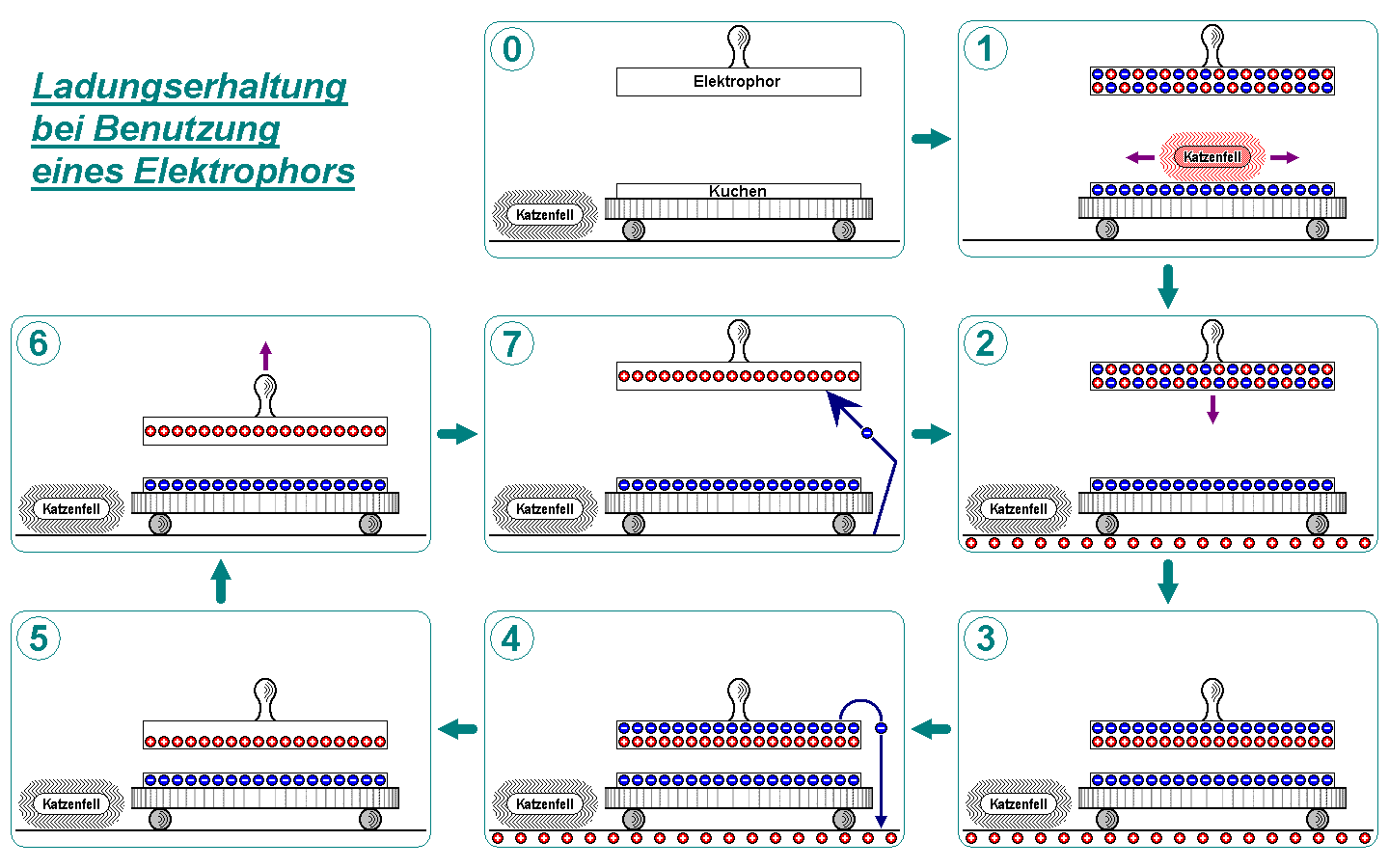
Ladungserhaltung bei Benutzung eines Elektrophors

Ladungserhaltung bezeichnet die physikalische Erfahrungstatsache, dass in jedem abgeschlossenen System die Summe der vorhandenen elektrischen Ladung konstant bleibt. Wenn geladene Teilchen erzeugt oder vernichtet werden, geschieht dies immer in gleichen Mengen mit entgegengesetztem Vorzeichen. Dass einzelne Ladungen nicht erzeugt oder vernichtet werden können, folgt auch aus der Gültigkeit des Gaußschen Gesetzes zusammen mit der Relativitätstheorie (siehe Gaußsches Gesetz). 
Entsprechende Ladungserhaltungssätze gibt es in verschiedenen Eichtheorien, wie der Quantenchromodynamik (Erhaltung der Farbladung, zugehörige Eichgruppe SU (3)) und der Eichtheorie der elektro-schwachen Wechselwirkung (Eichgruppe SU(2) x U(1)), die im Standardmodell der Elementarteilchenphysik die Quantenelektrodynamik verallgemeinert.

## Herleitung der Differentialgleichung für die Erhaltung der elektrischen Ladung
Wie bei der Massenerhaltung (Kontinuitätsgleichung) kann man auch die Ladungserhaltung als Differentialgleichung formulieren. Sie wird im Folgenden hergeleitet.
Gehen wir von einem zusammenhängenden Raumbereich mit dem Volumen (Volumeninhalt) {\displaystyle V} aus, der von einer Oberfläche {\displaystyle {\vec {S}}} umschlossen wird.
Der Strom, der aus dem Raumbereich fließt, ist
{\displaystyle I=-\iint \limits _{S}{\vec {j}}\cdot d{\vec {S}}}
wobei über die Oberfläche des Raumbereichs integriert wird und das Produkt als inneres Produkt des Stromdichtevektors mit dem Normalenvektor der Oberfläche zu verstehen ist.
Mit dem Integralsatz von Gauß folgt daraus:
{\displaystyle I=-\iiint \limits _{V}\left(\operatorname {div} {\vec {j}}\right)dV}.
Und da der Stromfluss aus dem Raumbereich gleich der zeitlichen Änderung der Ladung im Raumbereich ist, gilt:
{\displaystyle {\frac {dq}{dt}}=-\iiint \limits _{V}\left(\operatorname {div} {\vec {j}}\right)dV}.
Ladung und Ladungsdichte sind über
{\displaystyle q=\iiint \limits _{V}\rho dV}.
verbunden, so dass man erhält:
{\displaystyle 0=\iiint \limits _{V}\left({\frac {\partial \rho }{\partial t}}+\operatorname {div} {\vec {j}}\right)dV}.
Da das für jeden zusammenhängenden Raumbereich gilt, triff das auch für den Grenzfall eines unendlich kleinen Raumbereichs, für einen Raumpunkt, zu:
{\displaystyle {\frac {\partial \rho }{\partial t}}+\operatorname {div} {\vec {j}}=0}.
Sie ist von der gleichen mathematischen Form wie die aus der Massenerhaltung folgende Kontinuitätsgleichung (man hat nur Ladungsdichte durch Massendichte usw. zu ersetzen).
Die Erhaltung der elektrischen Ladung steckt auch implizit in den Maxwell-Gleichungen: 
{\displaystyle {\begin{aligned}\operatorname {div} {\vec {E}}&={\frac {\rho }{\varepsilon _{0}}}\\\operatorname {rot} {\vec {B}}-\mu _{0}\,\varepsilon _{0}\,{\frac {\partial {\vec {E}}}{\partial t}}&=\mu _{0}\,{\vec {j}}.\end{aligned}}}
Weil die Divergenz einer Rotation verschwindet, folgt bei Bildung der Divergenz der zweiten Gleichung
{\displaystyle {\begin{aligned}-\mu _{0}\,\varepsilon _{0}\,\operatorname {div} {\frac {\partial {\vec {E}}}{\partial t}}&=\mu _{0}\,\operatorname {div} {\vec {j}}.\end{aligned}}}
Setzt man in diese Beziehung die zeitliche Ableitung der ersten Gleichung ein, so folgt
{\displaystyle {\frac {\partial \rho }{\partial t}}+\operatorname {div} {\vec {j}}=0}.

## Noether-Theorem
Nach dem Noetherschen Theorems ist jeder Erhaltungssatz verbunden mit einer Symmetrieeigenschaft der jeweiligen Theorie, d. h. ihrer Invarianz unter Eichtransformationen. Im Falle der (Quanten-)Elektrodynamik ist das die Invarianz unter globalen Eichtransformationen (Eichgruppe U(1), Multiplikation mit einem komplexen Phasenfaktor) der Wellenfunktion geladener Teilchen:
{\displaystyle \psi (x)\rightarrow \exp {(i\alpha )}\psi (x)}.

## Sprachgebrauch
Im scheinbaren Widerspruch zur Ladungserhaltung steht die Redeweise von einer Ladungserzeugung beispielsweise durch Reibung. Damit ist aber eine lokale Anhäufung von Ladungen eines Vorzeichens gemeint, also eine Ladungstrennung und keine „Erzeugung“.